# Neukalen
Neukalen est une municipalité allemande située dans le land de Mecklembourg-Poméranie-Occidentale et l'Arrondissement du Plateau des lacs mecklembourgeois.

## Personnalités liées à la ville
- Gustav Pflugradt (1828-1908), peintre né à Franzensberg.